# Chapelle Notre-Dame-de-Lourdes de Montréal
Chapelle Notre-Dame-de-Lourdes de Montréal är en kyrka i Montréal i Kanada. Den öppnades för offentlig gudstjänst den 30 april 1881.